# Burg Rheinstein
Die Burg Rheinstein, auch Burg Voitsberg oder Vaitzburg genannt, ist eine Spornburg im oberen Mittelrheintal in der Gemeinde Trechtingshausen im Landkreis Mainz-Bingen in Rheinland-Pfalz, Deutschland. Ihren heutigen Namen erhielt sie nach Abschluss ihres Wiederaufbaues 1829.
Seit 2002 ist die Burg Rheinstein Teil des UNESCO-Welterbes Oberes Mittelrheintal. Im Jahre 1975 kaufte und rettete Familie Hecher die Burg von den Verkaufsplänen der letzten adligen Besitzerin. Sie sollte an eine indische Sekte verkauft werden. Heute ist sie nach aufwändigen Sanierungen wieder für Besichtigungen geöffnet.

## Lage
Die Spornburg steht linksrheinisch auf einem 90 m hohen Felssporn auf 190 m ü. NN am östlichen Abhang des Binger Walds. Sie befindet sich oberhalb des Rheins zwischen Bingen und Trechtingshausen nahe dem Binger Rheinknie. Durch die terrassenartige Anlage des Berings ähnelt sie jedoch einer Hangburg. Die Bauweise erinnert stark an die ein kleines Stück rheinaufwärts gelegene Burg Ehrenfels auf der rechten Rheinseite.

## Geschichte
Die Burg wurde als Vaitzburg oder Fautsburg im frühen 14. Jahrhundert errichtet. Weitere Namen wie Burg Voi(g)tsberg oder Burg Fatzberg mit zahlreichen anderen Schreibweisen sind aus ihrer Geschichte überliefert. Der Name ist eine Variation von Vogtsburg bzw. Burg Vogtsberg. Nach anderen Quellen, die den Baubeginn ins 13. Jahrhundert verlegen, soll sie Burg Bonifatiusberg nach dem Hl. Bonifatius, dem Schutzpatron des Erzstiftes Mainz, benannt worden sein, das dann zu Faitsberg verschliffen wurde.

### Mittelalter
Jüngste dendrochronologische Untersuchungen datieren die ältesten Bauhölzer der Südmauer auf 1316/17. Erste Erwähnung als Mainzer Besitz erfolgte im Jahre 1323. Der Baubeginn dürfte jedoch mit Verweis auf die politische Situation und die Heimburg bei Niederheimbach als Parallele unmittelbar auf das Jahr 1290 folgend anzusetzen sein. Damit wurde sie wohl unter dem Mainzer Erzbischof Gerhard II. von Eppstein (1288–1305) erbaut, um das Wiederaufbauverbot der Ruine Reichenstein – auf Sichtweite rheinabwärts gelegen – zu überwachen. Diese war als Raubritternest der Herren von Hohenfels 1286 durch König Rudolf von Habsburg zerstört worden. Nachdem die Hohenfelser – obwohl eigentlich Mainzer Lehnsmänner – 1290 die Ruine an die Kurpfalz verkauft hatten, war eine Sicherung des Mainzer Territoriums nötig geworden. Eine zweite Ausbauphase folgte um 1330 und wohl auch noch eine dritte im späten 15. Jahrhundert, obwohl die Burg ihre strategische Bedeutung schon 1344 verlor, weil die Kurpfalz zu Gunsten von Mainz auf Reichenstein verzichtete.

### Neuzeit
Ende des 16. Jahrhunderts begann unter dem letzten Bewohner mangels wirtschaftlicher Mittel der Verfall. Im Pfälzischen Erbfolgekrieg war die Burg wohl schon so baufällig, dass die Franzosen hier auf eine Sprengung verzichteten, wie sie bei fast allen anderen Burgen im Tal erfolgte.
1816 fiel die ruinierte Burg dem preußischen Baumeister Karl Friedrich Schinkel – die Rheinprovinz war ein Jahr zuvor auf dem Wiener Kongress an Preußen gefallen – ins Auge. Dieser entwarf Pläne zum romantisierten Wiederaufbau der Burg, die Prinz Friedrich von Preußen 1823 zum Kauf der Burg veranlassten und die, erst von Johann Claudius von Lassaulx 1825 und in seiner Nachfolge 1827 von Wilhelm Kuhn an die Wünsche des Prinzen angepasst, umgesetzt wurden. Den Innenausbau übernahm der Düsseldorfer Baumeister Anton Schnitzler. Sie war damit die erste der verfallenen oder zerstörten Rheinburgen, die wieder aufgebaut wurde (→ Rheinromantik, Burgenrenaissance). Mit dem Abschluss der Arbeiten im Jahr 1829 erhielt die Burg auch den heute geläufigen Namen Rheinstein. In einer dritten Ausbauphase von 1839 bis 1844 kamen die Schlosskapelle und das weiter südlich bergauf gelegene Schweizerhaus als Gästehaus dazu. Schinkel legte beim Wiederaufbau Wert auf Erhaltung der mittelalterlichen Bausubstanz, die sich so zum Teil noch deutlich von den Ergänzungen abhebt.
1863 erbte Friedrichs Sohn Georg die Burg. In der Krypta der Kapelle wurden 1863 Prinz Friedrich von Preußen, 1882 seine Frau Prinzessin Luise und 1902 deren Sohn Prinz Georg bestattet.

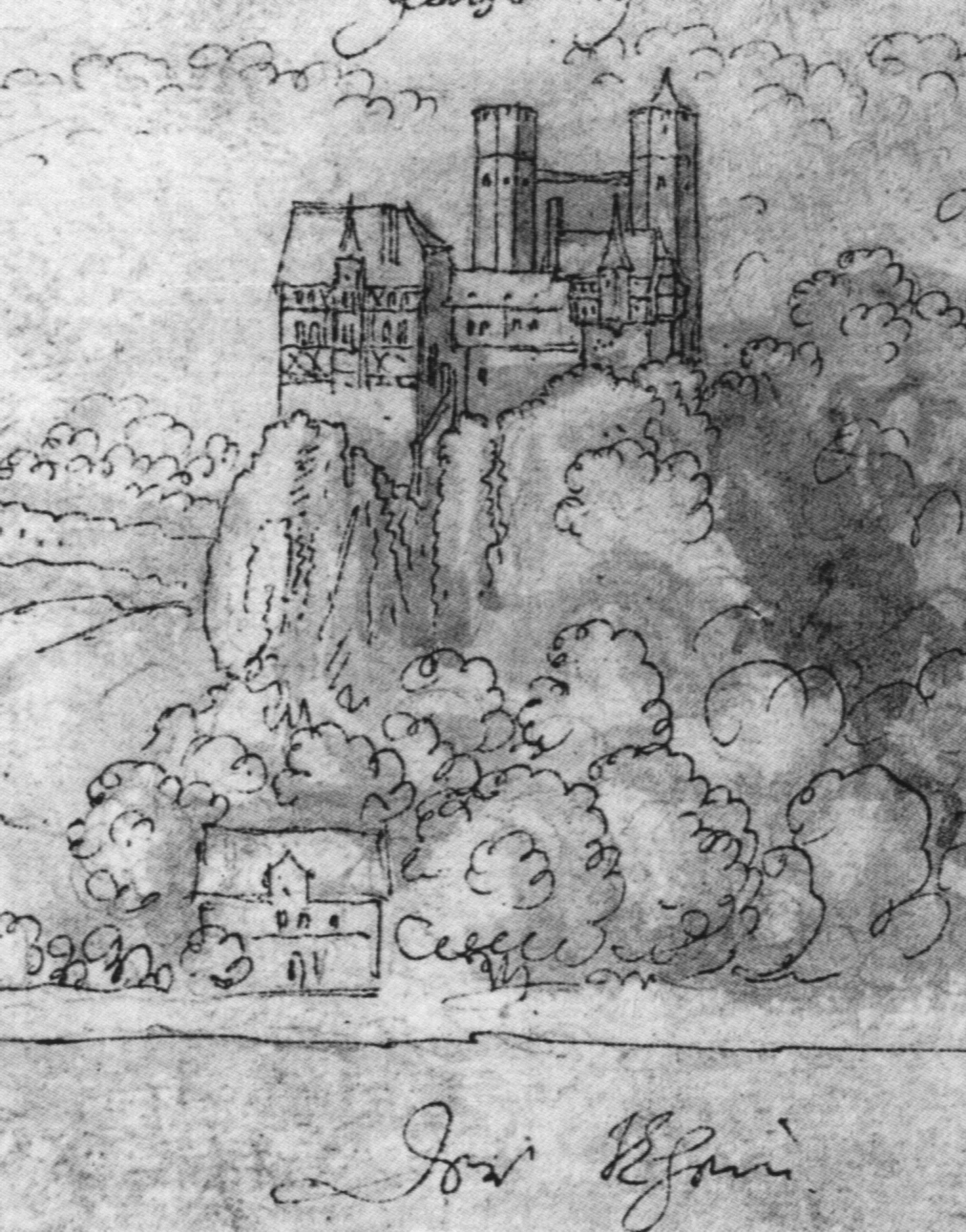
Burg Vatzberg (Rheinstein) von Osten, Zeichnung von Wenzel Hollar um 1636
Die „Schauansicht“ der Burg um 1912
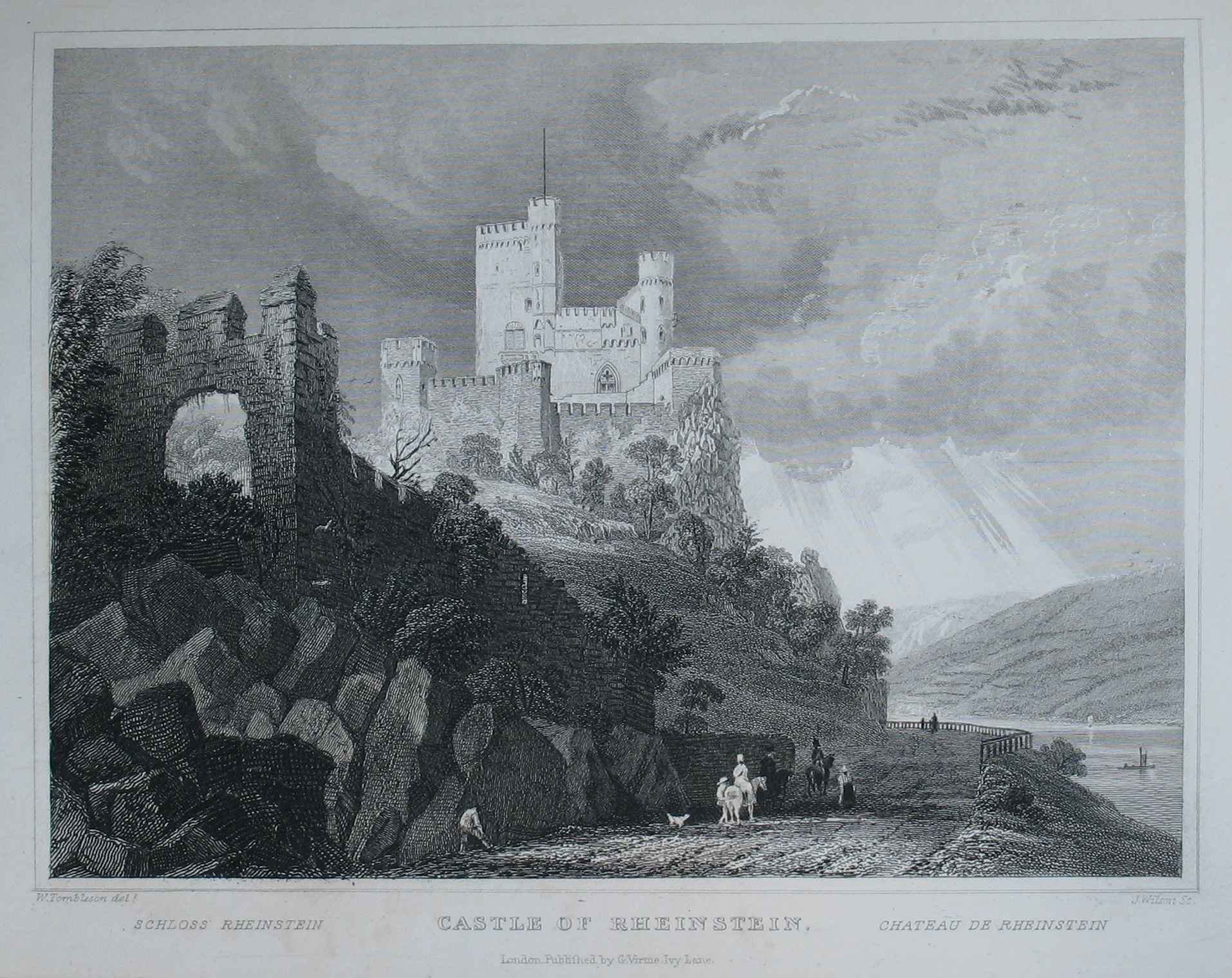
Burg Rheinstein um 1832 auf einem Stich nach William Tombleson von Süden
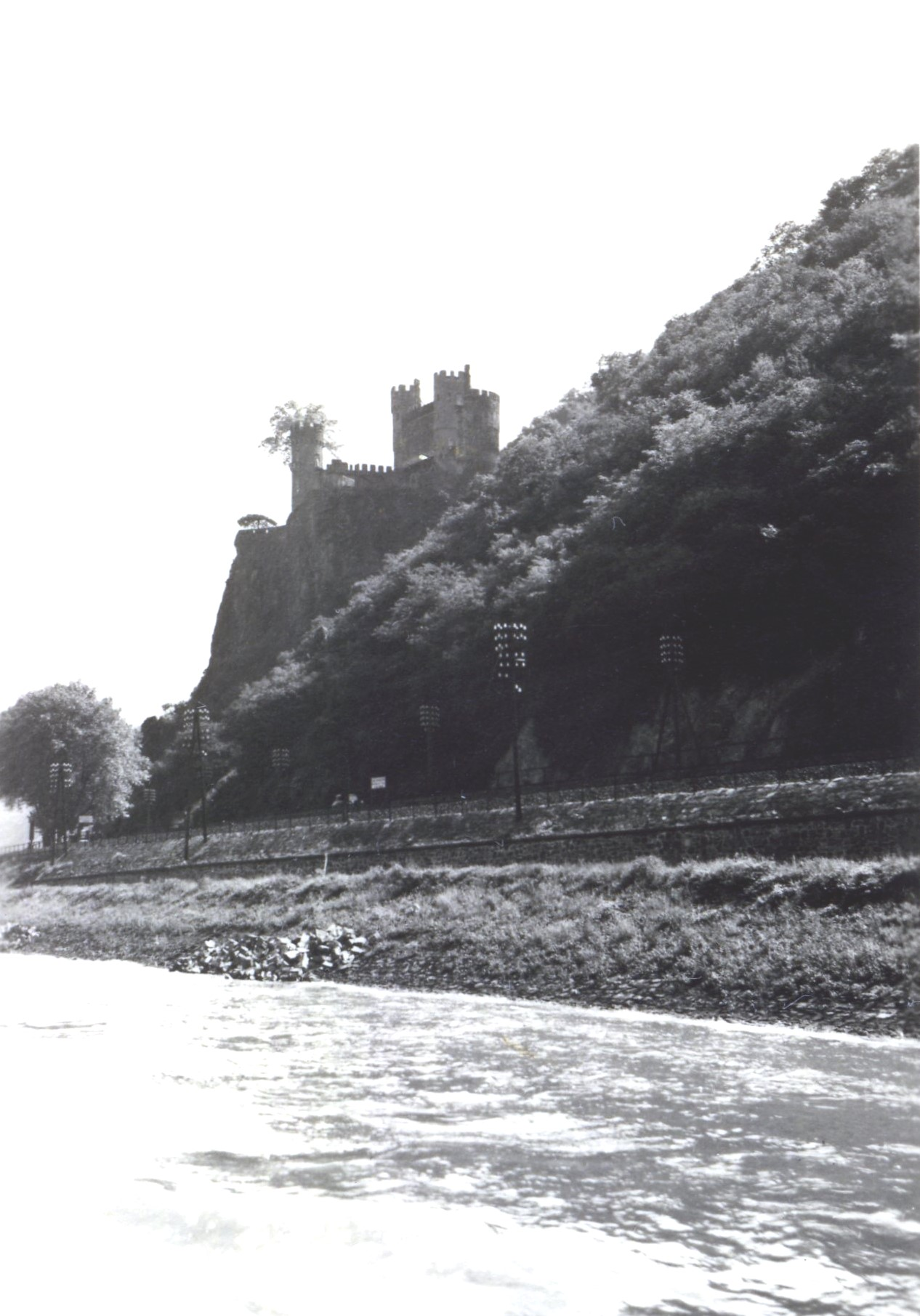
Burg Rheinstein, 1938

1973 stellte Barbara Irene Prinzessin von Preußen, Herzogin von Mecklenburg, die Burg zum Verkauf. Hierbei wurde sie von einem aus England stammenden vorgeblichen Käufer getäuscht, der die leicht beweglichen Teile des Inventars entfernte und verkaufte. Spätere Verkäufe der Besitzerin sorgten außerdem dafür, dass viele Objekte der ursprünglichen Ausstattung verschwanden. Der schlechte Zustand der Bausubstanz erschwerte den Verkauf erheblich, sogar das Land Rheinland-Pfalz lehnte, trotz Empfehlung des Denkmalamtes, aufgrund der zu hohen Instandsetzungskosten ab. 
1975 schließlich erwarb der aus Österreich gebürtige Opernsänger Hermann Hecher († 2021) die Anlage und setzte sie mit Hilfe eines Fördervereins und des Landesamts für Denkmalpflege im Laufe der Jahre wieder instand.

## Chronologie der Besitzer

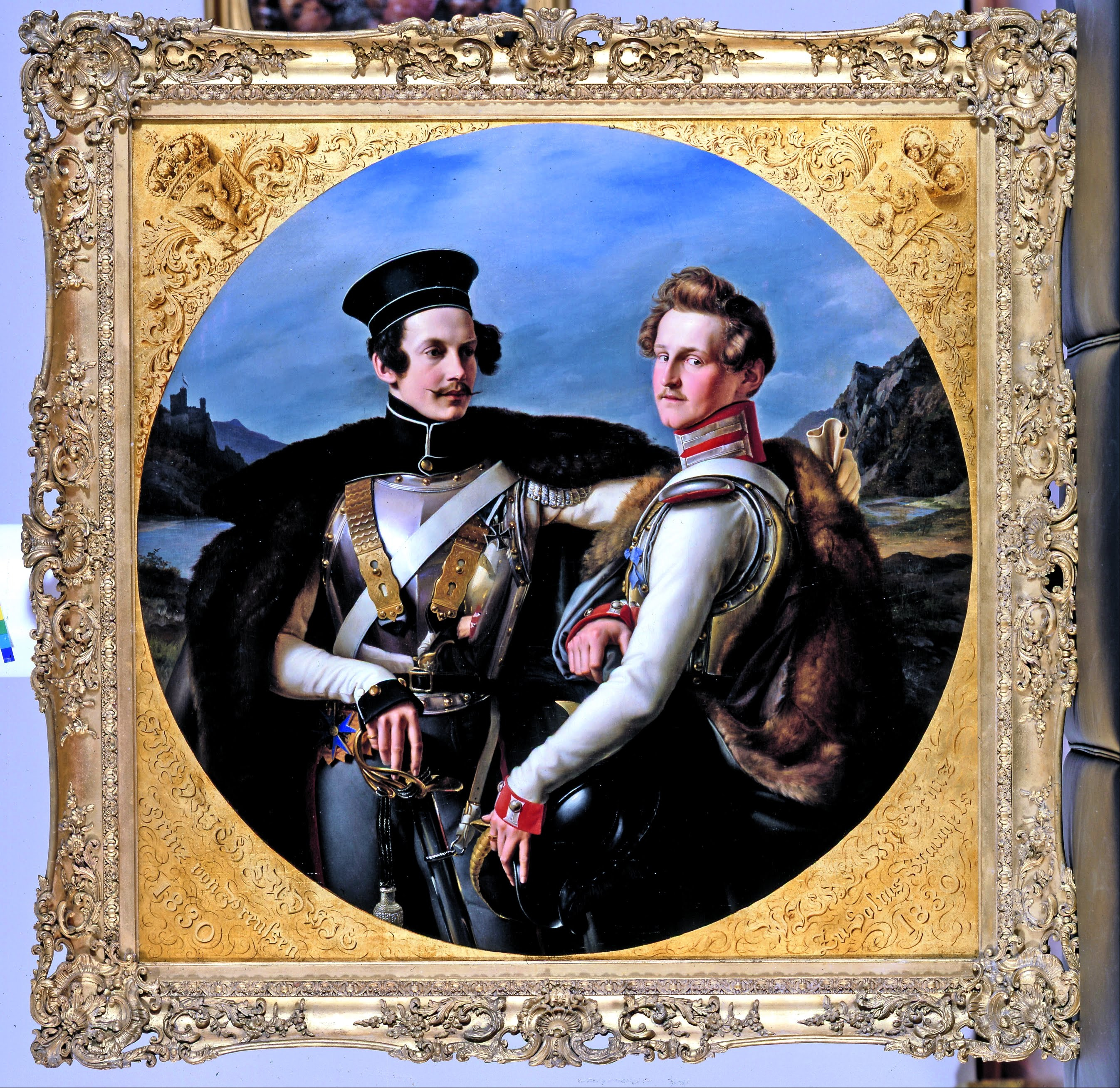
Doppelbildnis der Prinzen Friedrich von Preußen und Wilhelm zu Solms-Braunfels in Kürassieruniformen, 1830, Gemälde von Wilhelm von Schadow, Museum Kunstpalast, Düsseldorf

Vom 14. bis zum 17. Jahrhundert wurde die Burg von den Mainzer Erzbischöfen als Lehen vergeben: Besitzer und Lehnsherren waren unter anderem:
- 1323: Matthias Graf von Buchegg, Erzbischof von Mainz
- 1348: Konrad von Falkenstein, Dompropst zu Mainz, von 1362 bis 1388 als Kuno II. von Falkenstein Erzbischof von Trier
- 1409: Johann von Nassau belehnte den Geheimrat Johann von Selheim mit Königstein. Zuweilen hielten sich auch die Erzbischöfe von Mainz in ihrer weltlichen Eigenschaft als Kurfürsten des Heiligen Römischen Reiches dort auf.
- 1459: Kurfürst Dieter von Isenburg belehnte den Domscholasten Volpert von Dres mit der Burg und dem Dorf Assmannshausen.
- 1572: Die Burg wurde mit allen zugehörigen Gütern dem Mainzer Domkustos und Kämmerer Anton von Wiltberg übergeben. Er konnte die Burg jedoch wirtschaftlich nicht halten. Nach und nach verfiel sie, blieb aber bis zum Tode Wiltbergs dessen Residenz.
- 1779: Die Ruine fand in Geheimrat J. von Eys einen neuen Besitzer. Dieser veräußerte das Gemäuer für vier Laubtaler an den Regierungsrat Johann Jacob Freiherr von Coll.
- 1823: Am 31. März kaufte Friedrich Wilhelm Ludwig, königlicher Prinz von Preußen, die Burgruine und den Felsen. Der Prinz war ein Neffe von König Friedrich Wilhelm III. und Königin Luise.
- Von 1825 bis 1829 erfolgte der Wiederaufbau unter der Leitung des Schlossbaumeisters Claudius von Lassaulx, dessen Aufgabe ab 1827 sein Schüler Wilhelm Kuhn weiterführte und den Burgbau vollendete. Prinz Friedrich nannte die Burg seit 1829 fortan Neu Rheinstein oder Rheinstein wegen ihrer imposanten Felslage direkt über dem Strom. Sich und seinen Halbbruder ließ er 1830 von dem Maler Wilhelm Schadow vor dem Hintergrund der Burg porträtieren.
- 1842: Burg Rheinstein wurde der Lieblingsaufenthalt von Prinz Friedrich. Viele gekrönte Häupter der damaligen Zeit waren Gast auf der Burg, unter anderen Victoria, Königin von England, Alexandra Feodorowna, Zarin von Russland. Prinz Friedrich ließ den Wiesbadener Baurat Ph. Hoffmann nach seinen Vorstellungen einen Plan für eine Kapelle mit Grablege entwerfen. Schon zwei Jahre später wurde die neugotische Kapelle mit einer Gruft für die prinzliche Familie eingeweiht.
- 1863: Nach dem Tode des Prinzen erbte sein Sohn, Prinz Georg von Preußen, Rheinstein.
- 1902: Prinz Heinrich von Preußen, ein Bruder Kaiser Wilhelms II., erbte nunmehr die Burg.
- 1929: Die Gemahlin von Prinz Heinrich, Irene von Hessen und bei Rhein wurde Besitzerin.
- 1953: Die letzte Besitzerin aus dem deutschen Hochadel war Barbara Irene Prinzessin von Preußen, Gemahlin von Christian Ludwig Herzog zu Mecklenburg.
- 1975: Die Burg ging in den Privatbesitz der Familie Hecher über.

## Heutzutage
Die Burg ist nach über 30 Jahren Sanierungsarbeit aufwändig instand gesetzt und weitgehend wieder wie in früheren Zeiten ausgestattet. Sie befindet sich im Privatbesitz, ist aber zu regelmäßigen Öffnungszeiten entgeltlich zugänglich. Besonders sehenswert sind die zum großen Teil rekonstruierten Architekturmalereien und die restaurierten Glasfenster aus dem 14. bis 17. Jahrhundert. Der Burgundergarten, ein Beispiel mittelalterlicher Gartenkunst, ist Teil der Route der Welterbe-Gärten.
In der Burg befindet sich ein Gastronomiebetrieb, ein Turmappartement und eine Ferienwohnung können gemietet werden. Für standesamtliche und kirchliche Trauungen stehen romantische Gärten und historische Räume zur Verfügung.
Der als Aussichtsturm besteigbare Rheinturm und die an ihn angrenzenden Terrassen bieten eine weite Aussicht ins Rheintal und auf Assmannshausen gegenüber.

## Trivia
Die Burg Rheinstein ist Namensgeber der 1925 gegründeten Akademischen Vereinigung Rheinstein zu Köln im CV, welche die Burg jährlich besucht.

## Veranstaltungen

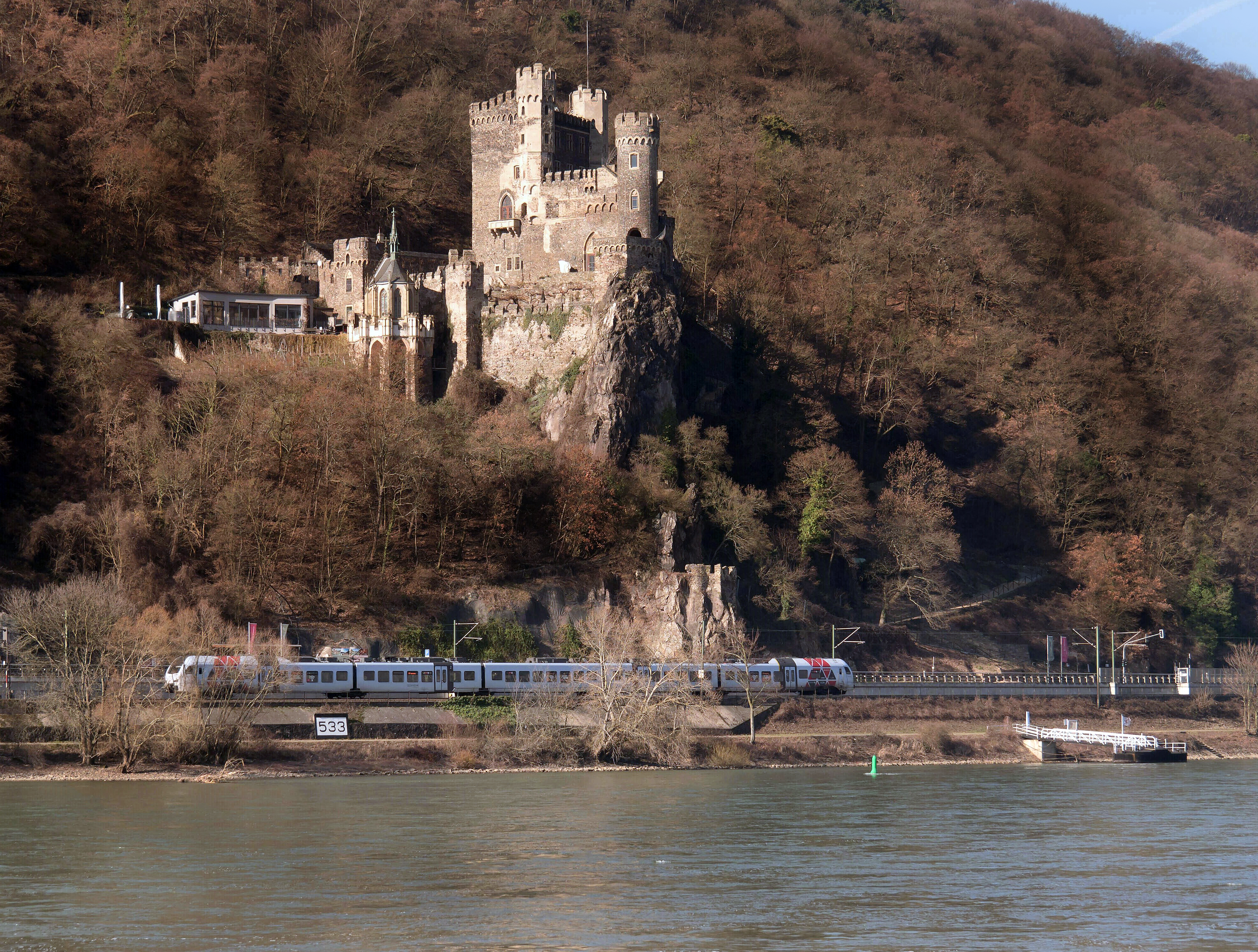
Burg Rheinstein vom rechtsrheinischen Ufer gesehen (Südosten)
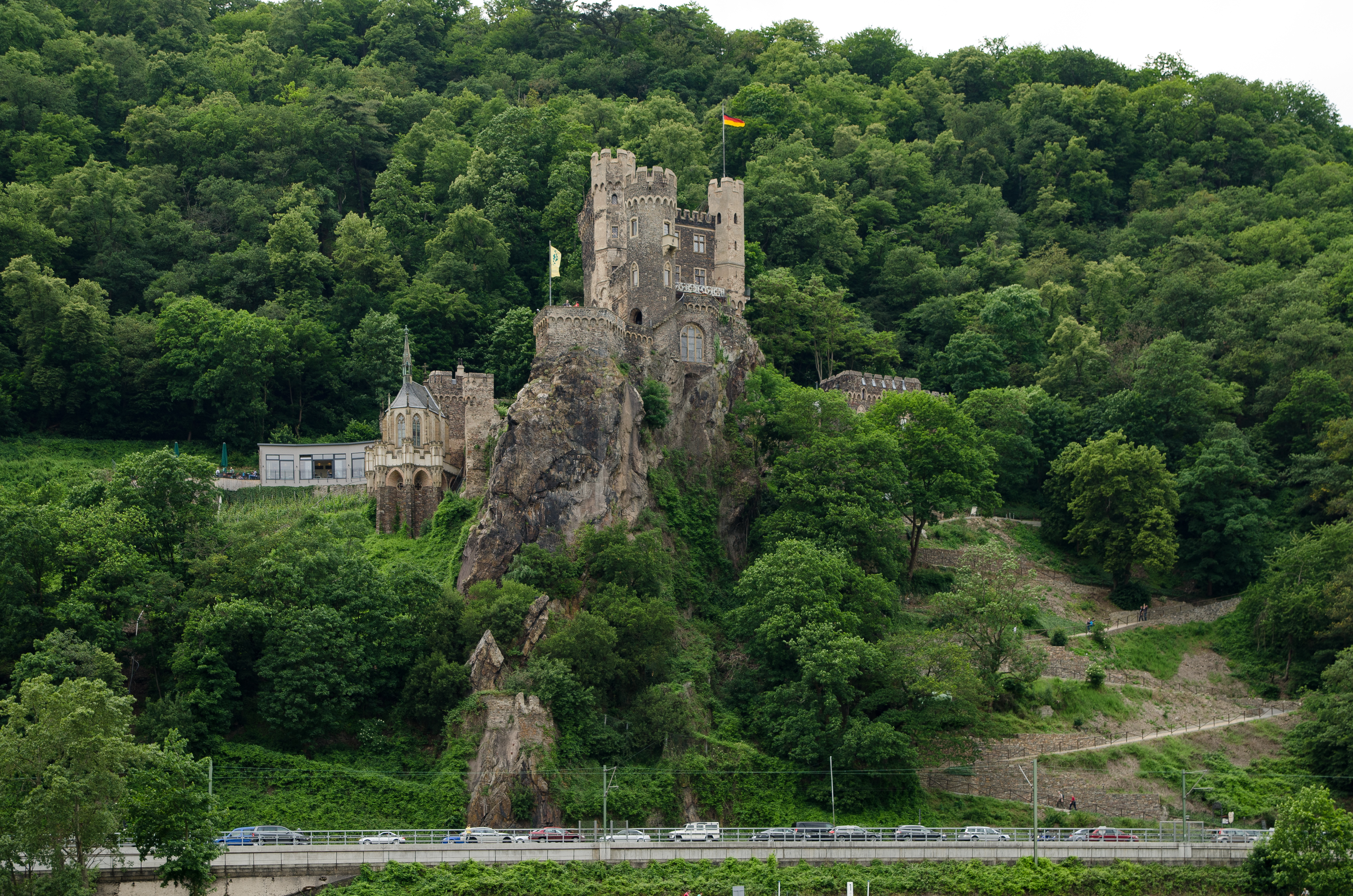
Rhein in Flammen am ersten Samstag im Juli: Großfeuerwerke und Schiffsrundfahrt am Mittelrhein von Trechtingshausen mit Burg Reichenstein, entlang der Burg Rheinstein, Assmannshausen, dem Mäuseturm, der Ruine der Burg Ehrenfels (Hessen), über Bingen am Rhein mit Burg Klopp nach Rüdesheim am Rhein mit der Brömserburg.
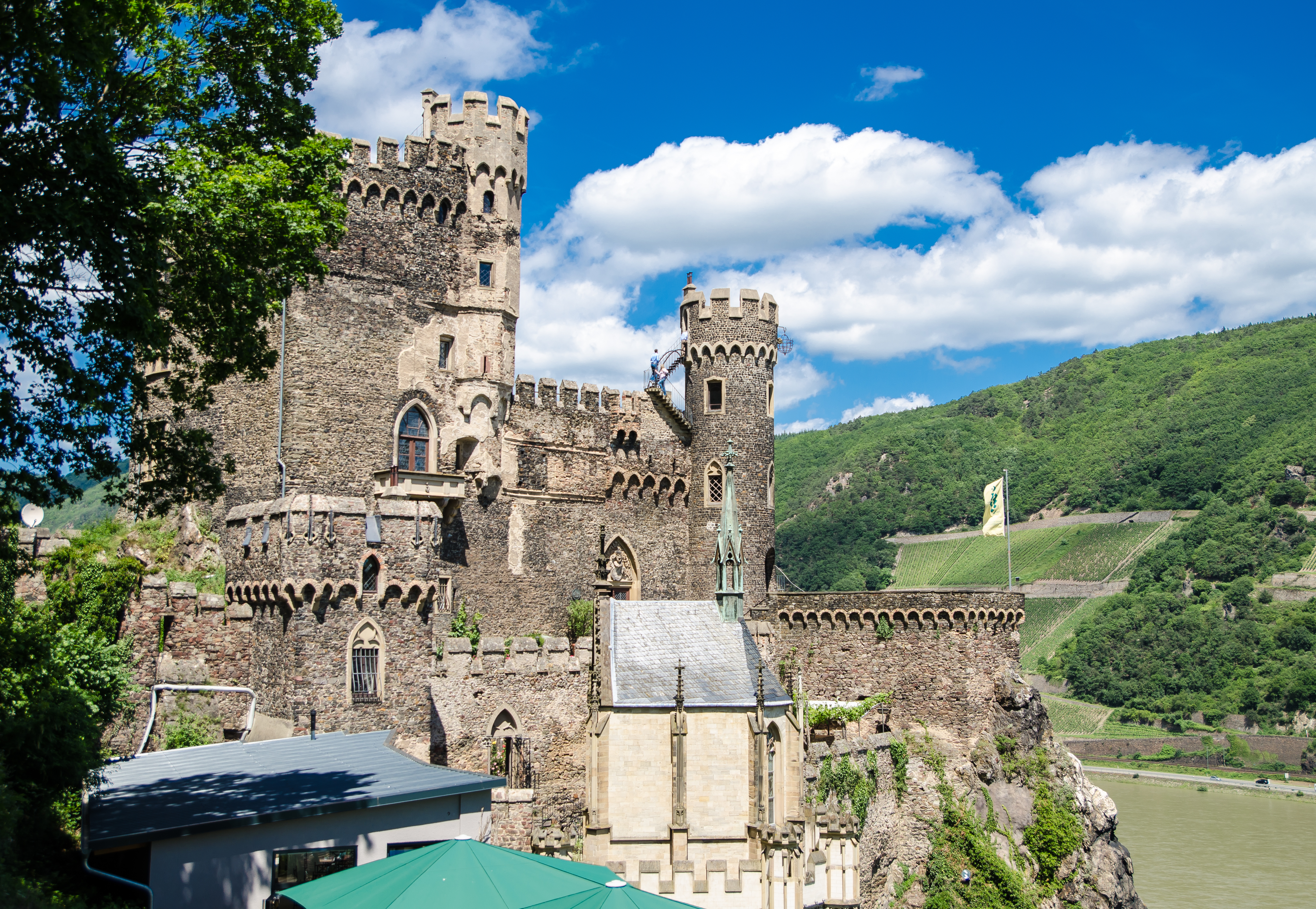
Im Advent findet auf Burg Rheinstein die sogenannte Märchenhafte Weihnachtsburg. Die Burg wird im Stil der Weihnacht im 19. Jahrhundert dekoriert und ausgefallen illuminiert. Neben Führungen mit dem Burgherrn, Märchenlesungen und einem Ritterkampf für Kinder gibt es Glühwein, Waffeln und Bratwurst im Burggarten am großen Weihnachtsbaum. Als besonders beliebte Attraktion im Advent haben dutzende Zeitungsberichte (auch aus dem Ausland) und Fernsehbeiträge über dieses Event berichtet.